# Szkoła żydowska w Dukli
Szkoła żydowska w Dukli - została zbudowana pod koniec XIX wieku z fundacji barona Hirscha i obecnie jest siedzibą szkoły publicznej. Znajduje się w pobliżu synagogi przy ulicy Cergowskiej.